# Batalla de Puentesampayo
La batalla de Puente-Sampayo fue un enfrentamiento armado de la guerra de la Independencia Española que tuvo lugar en la localidad gallega de Puente-Sampayo (actualmente perteneciente al municipio de Pontevedra) entre el 7 y 9 de junio de 1809.

## Antecedentes
El capitán Pablo Morillo fue encargado de organizar y alistar a todas las fuerzas posibles en torno a la ciudad de Pontevedra para convertirlas en un ejército para la lucha contra los franceses. Una vez organizadas las tropas en lo que se denominó la División del Miño, Morillo recibió una petición de ayuda del capitán Bernardo González del Valle, llamado Cachamuiña, que se encontraba atacando Vigo. 
Ambos jefes acordaron actuar conjuntamente y el ataque español sobre Vigo se saldó con éxito, obligando a la guarnición francesa a rendirse el 28 de marzo. El mismo Cachamuiña derribó con un hacha de mano la puerta de Gamboa.
Tras la rendición de la ciudad, la guarnición francesa fue embarcada en un buque británico para salvarla de la ira popular. Posteriormente, Morillo, ya coronel decidió atacar Marín, donde había un destacamento francés. Con la ayuda de dos buques ingleses, las tropas españolas atacaron por tierra y mar desde la península del Morrazo. La guarnición francesa de Marín huyó y se refugió en Pontevedra.
La acción decidida de las tropas españolas liberó prácticamente toda la provincia de Pontevedra excepto la capital. Mientras, Morillo dividió sus fuerzas en dos partes, la de  O Morrazo y la de Cotobade, también llamada la unidad.

## El combate

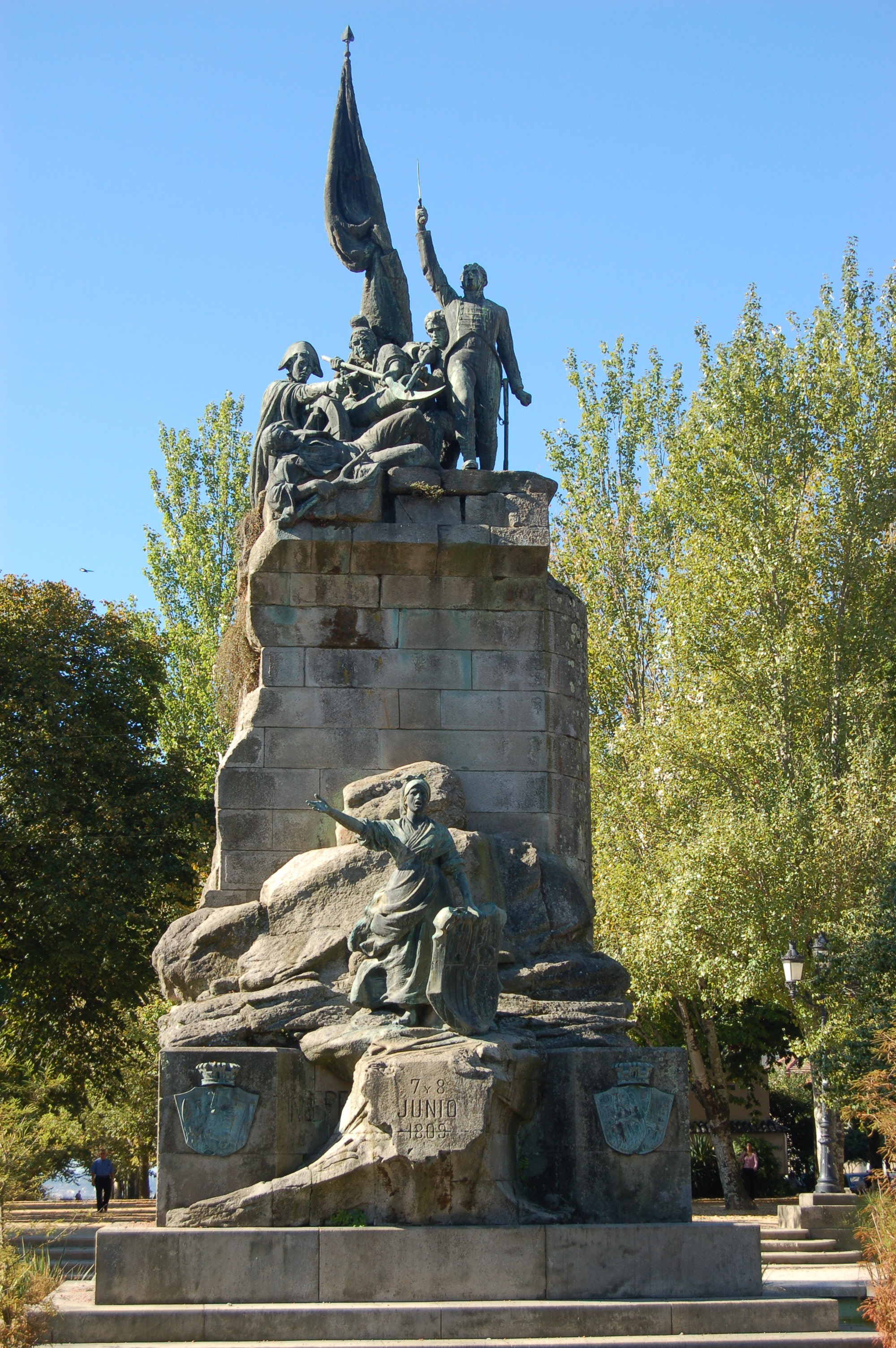
Monumento a los Héroes de Puente Sampayo, erigido en la capital pontevedresa.

Morillo, organizado ya su ejército, decidió marchar hacia la ciudad de Pontevedra. Las tropas francesas se retiraron a Santiago de Compostela al enterarse del avance español, donde fueron reforzadas con otras tropas llegadas de La Coruña. Tras el nuevo vuelco de la situación, Morillo recibió el encargo de cortar el avance francés y decidió plantar batalla en Puentesampayo. Las tropas españolas cortaron dos arcos del puente sobre el río Verdugo y se atrincheraron en la orilla sur con la intención de detener el avance del Cuerpo de Ejército, mandado por el mariscal Michel Ney. Los defensores contaban con dos cañones facilitados por Antonio Gago, de Marín, y tres provenientes de Redondela. Al mando de la defensa del paso estuvo el alférez de navío Juan O'Dogherty Browne.
El 7 de junio, el mariscal Ney, al mando de 10 000 hombres, realizó un ataque frontal contra el puente cortado, pero fue rechazado con fuertes pérdidas. Al día siguiente, Ney ordenó a una parte de sus fuerzas que atacaran en Caldelas, dos leguas río arriba, cuyo puente no había sido destruido. Al otro lado del río, los paisanos de El Morrazo, Pontevedra y La Lama se atrincheraron con piedras y troncos de árboles.
El día 9, Ney convocó consejo de sus oficiales y decidió la retirada. Esta fue penosa porque el ejército francés resultó acosado por los guerrilleros que atacaban y mataban a los soldados rezagados. Las tropas de Ney se reunieron en Lugo con las de Jean de Dieu Soult que habían tenido que abandonar Portugal, y todos juntos se retiraron de Galicia en julio de 1809. El choque supuso la definitiva evacuación de Galicia por parte del ejército napoleónico y la creación de un nuevo frente para sus armas.
Los Ingleses lo relatan de la siguiente forma a través del General Sir  William Francis Patrick Napier:
El General Martin de la Carrera se había retirado a Pontevedra, y se le une el Conde de Noroña con tropas frescas asumiendo el mando; se retiran entonces hasta el Río Oitavén donde se fortifican.
El día 7 de junio llegan los franceses, los franceses tenían 13.000 hombres dos cañones de 8 libras y nueve piezas de campo, pero del total de tropas solo 7.000 estaban armados. El puente se encontraba cortado y batido por los cañones de 8 libras. En Redondela se encontraba una reserva de 3.000 hombres y en Vigo 60 soldados rezagados de Sir. John Moore fueron desembarcados y en unión de marinería ocuparon los fuertes. Algunas cañoneras españolas, de las que una estaba comandada por el capitán Winter, se adentraron en el río por Puente Sampaio.
Durante el día 7 se intercambio fuego entre ambos ejércitos sin resultados. El día 8 los franceses fueron repelidos en dos ocasiones para pasar Puente Sampaio y Sotomayor, las perdidas fueron de unas 100 personas en cada bando. Ney decide retirarse a la Coruña para no poner en riesgo a seis cuerpos de su ejército.

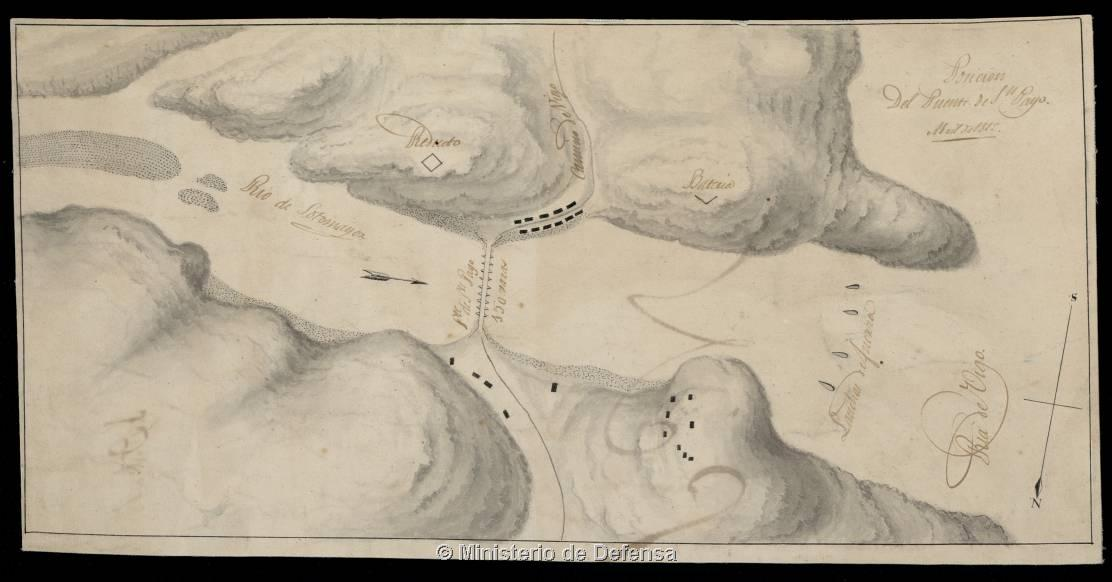
Posición Del Puente de Sampayo (abril de 1812).
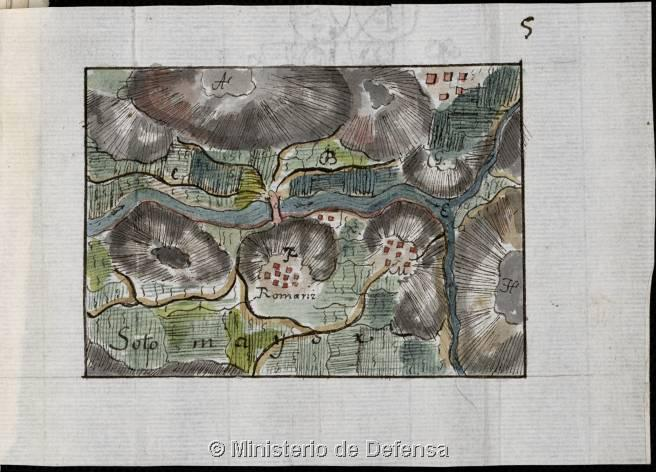
Ponte de Soto Mayor y su Barca / [Por D. Rafael Martinenzo] 1810
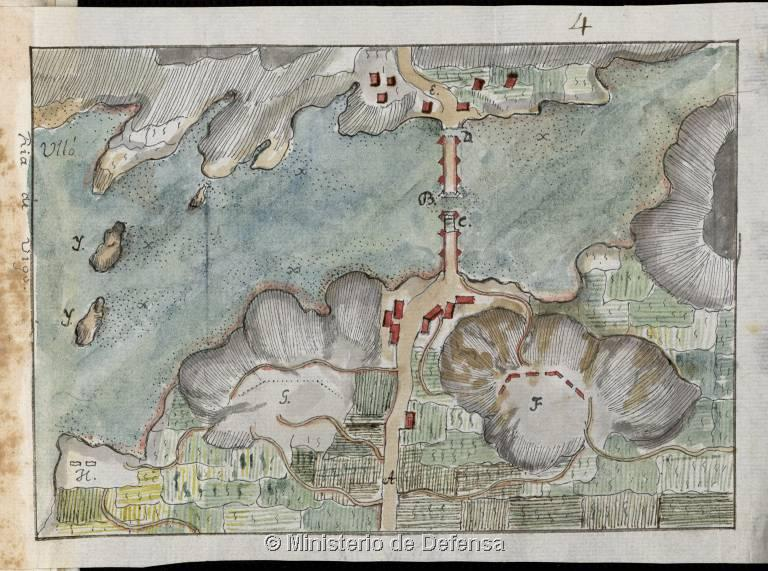
Puente de Sampayo / [Por D. Rafael Martinenzo] 1810.

## Conmemoraciones de la batalla
Tras la victoria las tropas de Pablo Morillo  hacen una ofrenda a la Virgen de los Desamparados, patrona de su batallón entregando dos banderas coronelas en el convento de Santa Clara de Pontevedra.

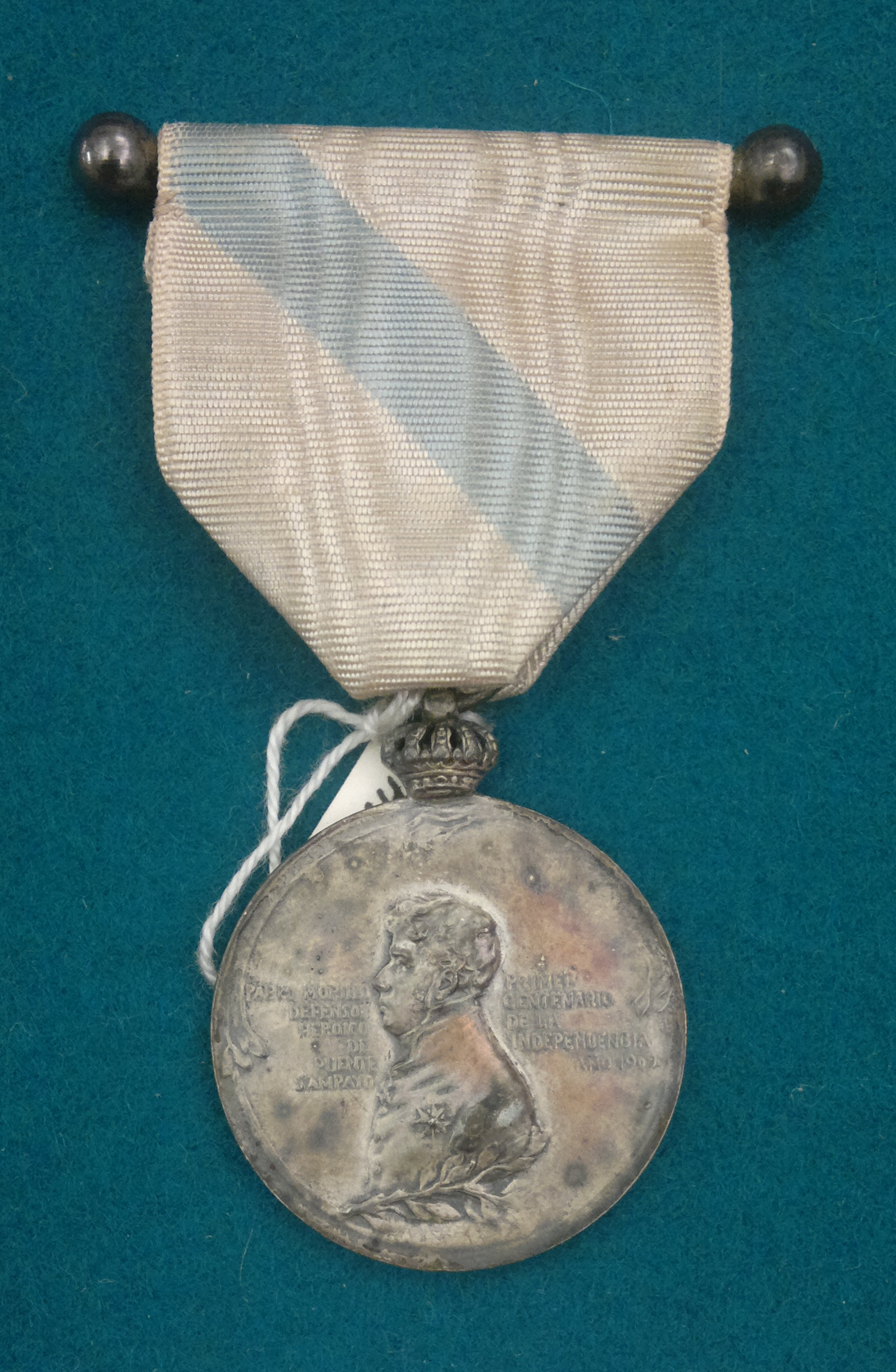
Medalla conmemorativa del centenario

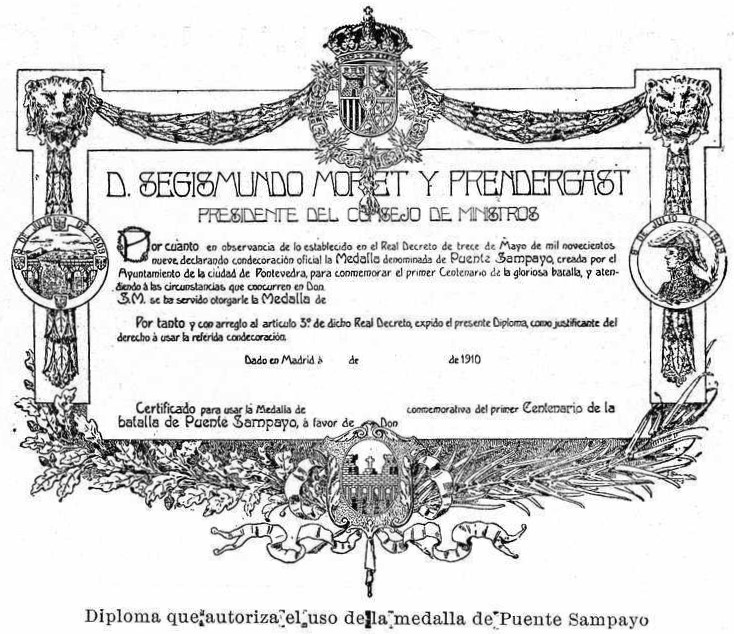
Diploma centenario

Por real decreto del 13 de mayo de 1909 se crea la medalla y diploma del centenario de la batalla de Puente Sampayo.

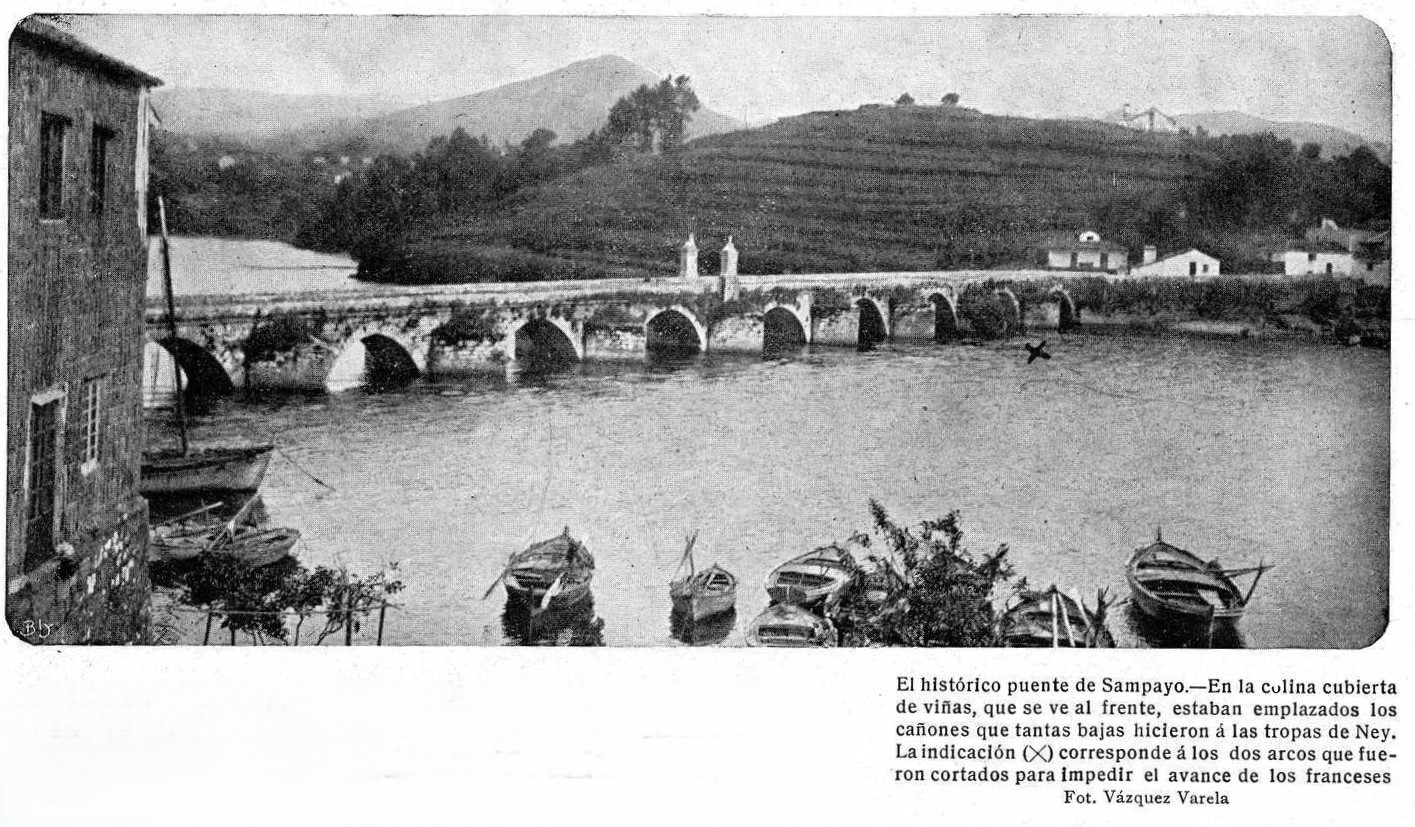
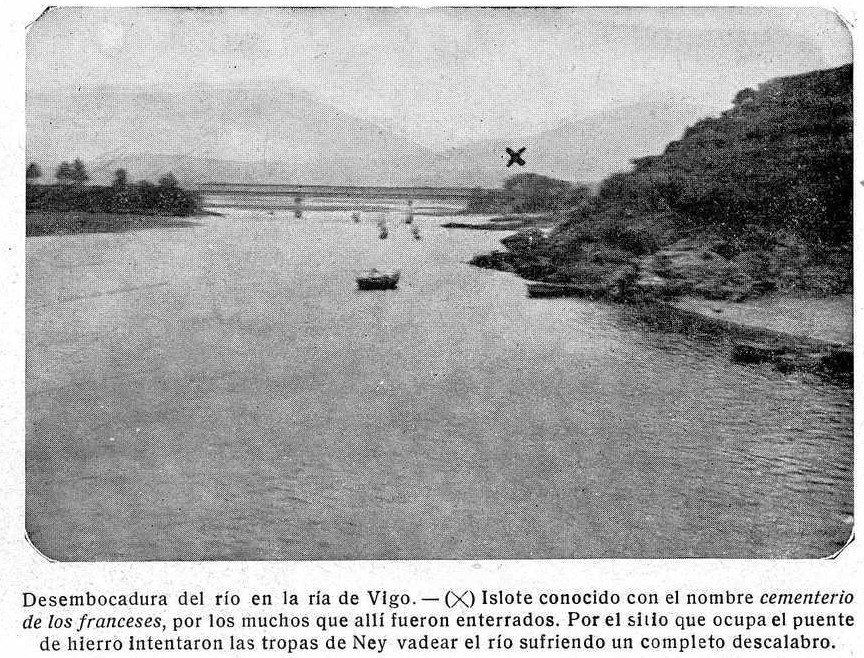
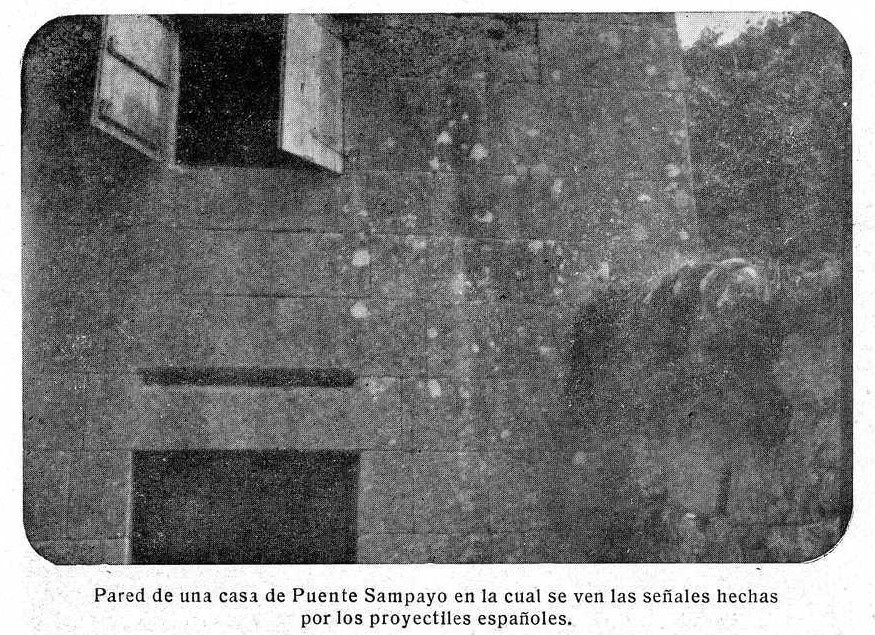

El 27 de agosto de 1911 se inaugurará en la Plaza de España de Pontevedra un monumento de Julio González Pola  en honor a los Héroes de Puente Sampayo.